# Pugliaclupea nolardi
Pugliaclupea nolardi è un pesce osseo estinto, appartenente ai clupeiformi. Visse nel Cretaceo superiore (Campaniano - Maastrichtiano, circa 72 milioni di anni fa) e i suoi resti fossili sono stati ritrovati in Italia. 

## Descrizione
Questo pesce era di piccole dimensioni e non doveva superare i 12 centimetri di lunghezza. Possedeva una testa voluminosa in rapporto al resto del corpo, la cui altezza è circa 9/10 della sua lunghezza. Pugliaclupea possiede due apomorfie (riguardanti le scaglie dorsali e ventrali, che danno al pesce un aspetto esteriore quasi decorato) che ne permettono l’inserimento nei clupeomorfi. Altre caratteristiche di Pugliaclupea sono il corpo alto, l’osso sfenoide allungato e toccante gli etmoidi laterali, la mascella allungata e priva di denti, l’opercolo dalla forma quasi ovale e più alto che largo, lo scheletro assiale con 21 vertebre addominali e da 38 a 40 vertebre in totale, la pinna dorsale alta con 19 raggi triangolari, e le scaglie grandi, ovali e cicloidi. 

## Classificazione
Pugliaclupea nolardi venne descritto per la prima volta nel 2004 da Louis Taverne, sulla base di un fossile ritrovato nei pressi di Nardò, in provincia di Lecce; inizialmente Taverne classificò Pugliaclupea come un rappresentante della famiglia Clupeidae, e un successivo riesame dei fossili permise allo studioso di confermare l'attribuzione (Taverne, 2007).